# Лібія

Стародавня мапа Геродота, що показує територію Лівії в Північній Африці, близько 450 року до н. е.

Лі́бія, Лі́вія (грец. Λιβύη) — німфа, дочка Епафа, як в грецькій, так і в римській міфології. Вона уособлювала землю Стародавньої Лівії в Північній Африці, звідки і пішла назва сучасної Лівії.

## Грецька міфологія
У грецькій міфології Лівія, як Ефіопія чи Скіфія, була однією з міфічних околиць, яка оточувала знайомий грецький світ еллінів та їх "чужих" сусідів.
Персоніфікована як особистість, Лівія була дочкою Епафа - царя Єгипту та сином Зевса та Іо - та Мемфіса. Лібія була захоплена богом Посейдоном, від якого вона народила синів-близнюків Бела і Агенора. Деякі джерела називають третього сина на ім'я Лелекс. Згідно з пізніми відомостями, Лібі (Лібія) замість цього зустрічалася з Зевсом і стала матір'ю Бела. У Fabulae Гігіна Лібію називали дочкою Паламеда (виправленого як Епаф), який виношував Лібіс від Гермеса.

## Римська міфологія
У римській міфології Лівія була дочкою Епафа, царя Єгипту, і його дружини Кассіопеї. Вона вийшла заміж за Нептуна, дуже впливового іноземця, справжнє ім'я якого невідомо. У Лівії і Нептуна був син на ім'я Бусиріс, який став жорстоким тираном Верхнього Єгипту.
Територія, якою вона правила, Стародавня Лівія та країна сучасної Лівії названі на честь неї.